# Station Brampton (Cumbria)
Brampton (Cumbria) is een spoorwegstation van National Rail in Brampton, Carlisle in Engeland. Het station is eigendom van Network Rail en wordt beheerd door Northern Rail. 